# حتی پول (فیلم)
حتی پول (به انگلیسی: Even Money) فیلمی محصول سال ۲۰۰۶ و به کارگردانی مارک رایدل است. در این فیلم بازیگرانی همچون کیم بیسینگر، دنی دویتو، کلسی گرمر، نیک کانن، ری لیوتا، فارست ویتاکر، کارلا گوجینو، جی مهر، تیم راث و چارلز رابینسون ایفای نقش کرده‌اند.